# 安德列·納瓦拉

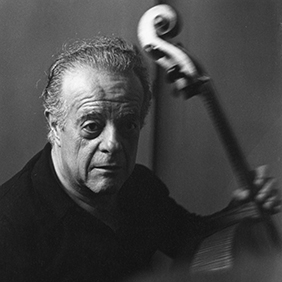
納瓦拉攝像

安德列-尼古拉·納瓦拉（法語：André-Nicolas Navarra；1911年10月13日—1988年7月31日），法國大提琴家，教師。

## 生平

### 早年
納瓦拉在比亚里茨一個義裔家庭出生。在正式接觸樂器之前，雙親安排他先行研習樂理、視唱等基本音樂能力。七歲起學習大提琴，九歲進入圖盧茲音樂院，1924年以第一獎畢業。之後赴巴黎高等音樂院進修，向儒勒·勒布學習大提琴演奏，也同夏尔·图内米尔研修室內樂課程。僅費二年時間，再次取得第一獎成績，順利畢業。
巴高畢業後，基本自學，這點即使在一流職業演奏家的行列中，仍屬少見。納瓦拉參考了一些小提琴家的練習系統，轉譯為大提琴的語法，這包括了弗莱什、舍夫契克等人。這個時期的納瓦拉，積極參與巴黎的音樂活動，與名家費爾曼、科尔托、蒂博、卡萨尔斯等均有往來，另外也與作曲家伊贝尔、施米特與奥涅格建立了情誼。

### 職業生涯
1929年，十八歲的納瓦拉加入克雷特利四重奏團（頂替皮耶·傅尼葉），維持了七年的合作關係。二年後，與巴黎的科隆管弦樂團一同登台，演出爱德华·拉罗的大提琴協奏曲，這是他的獨奏初登場。1933年納瓦拉成為巴黎歌劇院的首席大提琴，同時間開始以獨奏家的角色活躍於歐洲樂壇。
1937年獲得維也納國際音樂大賽首獎，使納瓦拉聲名大噪。不過隨著戰端加劇，納瓦拉中止了演奏家的日程，接受法軍徵召並投入戰場。戰後，透過額外的練習，使自己回到演奏水平之後，他在1949年接受了母校巴黎高等音樂院的教職（再次接替富尼埃）。同時納瓦拉的行跡伸向美國、亞洲，甚至南非與蘇聯境內，與許多指揮者與樂團合作演出。巴黎之外，他也定期在锡耶纳、圣让德吕兹、代特莫尔德、倫敦、維也納等地作教學。

## 作品

### 首演紀錄
- 安德烈·若利韦大提琴協奏曲，題獻給納瓦拉本人

### 商業錄音
納瓦拉拿手的曲目包括絕大部分的大提琴協奏曲，他的埃尔加特別受到好評（與约翰·巴比罗利合作）。1954年錄下德沃夏克大提琴协奏曲（新倫敦交響樂團，魯道夫·施瓦茨）。

## 軼事
- 業餘時的消遣是運動，會從事游泳、拳擊等活動，對於演奏者的體力亦有正面的助益

## 外部連結
- 安德列·納瓦拉的Discogs页面（英文）